# Sextans B
Sextans B (UGC 5373, DDO 70) és una galàxia irregular que és part del Grup Local. Se situa a uns 4.44 Mal de la Terra, cosa que el converteix en un dels grups més ditants del Grup Local.